# Halové mistrovství světa v atletice 2010
13. halové mistrovství světa v atletice se odehrávalo ve dnech 12. – 14. března v katarském Dauhá v hale ASPIRE Dome.
Atletických disciplín se zúčastnilo 657 atletů a atletek (374 mužů a 283 žen) ze 150 států světa. Na šampionátu padl jeden světový rekord, o který se postaral francouzský trojskokan Teddy Tamgho.
O pořadatelství halového MS v roce 2010 se ucházely města Dauhá a Istanbul. Dne 24. listopadu 2007 na zasedání rady Mezinárodní asociace atletických federací v Monaku byla organizace svěřena katarskému Dauhá. V tureckém Istanbulu se naopak halový šampionát konal v roce 2012.
Bronzovou medaili v ženské štafetě na 4 × 400 metrů původně vybojovalo jamajské kvarteto ve složení Bobby-Gaye Wilkinsová, Clora Williamsová, Davita Prendergastová, Novlene Williamsová-Millsová. První jmenovaná však měla pozitivní dopingový nález a IAAF v prosinci 2010 definitivně přiřkla bronzové medaile českému kvartetu.

## Česká účast
Limit na halové MS 2010 splnilo 20 českých atletů (11 mužů a 9 žen). Jednadvacátým se stal vícebojař Roman Šebrle, kterému IAAF udělila společně s Američanem Bryanem Clayem divokou kartu.

## Program
| H | Rozběhy | Q | Kvalifikace | ½ | Semifinále | F | Finále |

| Datum →      | 12. 3. | 12. 3. | 13. 3. | 13. 3. | 13. 3. | 14. 3. | 14. 3. | 14. 3. |
| Disciplína ↓ | Dop.   | Odp.   | Dop.   | Odp.   | Odp.   | Dop.   | Odp.   | Odp.   |
| ------------ | ------ | ------ | ------ | ------ | ------ | ------ | ------ | ------ |
| 60 m         |        | H      |        | ½      | F      |        |        |        |
| 400 m        | H      | ½      |        | F      | F      |        |        |        |
| 800 m        | H      |        | ½      |        |        |        | F      | F      |
| 1500 m       |        | H      |        | F      | F      |        |        |        |
| 3000 m       |        | H      |        |        |        |        | F      | F      |
| 60 m přek.   |        | H      |        |        |        |        | ½      | F      |
| 4 × 400 m    |        |        | H      |        |        |        | F      | F      |
| Skok vysoký  |        | Q      |        |        |        |        | F      | F      |
| Skok o tyči  | Q      |        |        | F      | F      |        |        |        |
| Skok daleký  |        | Q      |        | F      | F      |        |        |        |
| Trojskok     |        | Q      |        |        |        |        | F      | F      |
| Vrh koulí    | Q      |        |        | F      | F      |        |        |        |
| Sedmiboj     | F      | F      | F      | F      | F      |        |        |        |

| Datum →      | 12. 3. | 12. 3. | 13. 3. | 13. 3. | 13. 3. | 14. 3. | 14. 3. | 14. 3. |
| Disciplína ↓ | Dop.   | Odp.   | Dop.   | Odp.   | Odp.   | Dop.   | Odp.   | Odp.   |
| ------------ | ------ | ------ | ------ | ------ | ------ | ------ | ------ | ------ |
| 60 m         |        | H      |        |        |        |        | ½      | F      |
| 400 m        | H      | ½      |        | F      | F      |        |        |        |
| 800 m        | H      |        | ½      |        |        |        | F      | F      |
| 1500 m       |        | H      |        |        |        |        | F      | F      |
| 3000 m       |        | H      |        | F      | F      |        |        |        |
| 60 m přek.   |        | H      |        | ½      | F      |        |        |        |
| 4 × 400 m    |        |        | H      |        |        |        | F      | F      |
| Skok vysoký  | Q      |        |        | F      | F      |        |        |        |
| Skok o tyči  |        | Q      |        |        |        |        | F      | F      |
| Skok daleký  |        |        | Q      |        |        |        | F      | F      |
| Trojskok     | Q      |        |        | F      | F      |        |        |        |
| Vrh koulí    |        |        | Q      |        |        |        | F      | F      |
| Pětiboj      |        |        | F      | F      | F      |        |        |        |

## Medailisté

### Muži
| Soutěž            | Zlato                                                                | Stříbro                                                                          | Bronz                                                                               |
| ----------------- | -------------------------------------------------------------------- | -------------------------------------------------------------------------------- | ----------------------------------------------------------------------------------- |
| 60 m              | Dwain Chambers 6,48                                                  | Michael Rodgers 6,53                                                             | Daniel Bailey 6,57                                                                  |
| 400 m             | Chris Brown 45,96                                                    | William Collazo 46,31                                                            | Jamaal Torrance 46,43                                                               |
| 800 m             | Abubaker Kaki 1:46,23                                                | Boaz Kiplagat Lalang 1:46,39                                                     | Adam Kszczot 1:46,69                                                                |
| 1500 m            | Deresse Mekonnen 3:41,86                                             | Abdalaati Iguider 3:41,96                                                        | Haron Keitany 3:42,32                                                               |
| 3000 m            | Bernard Lagat 7:37,97                                                | Sergio Sánchez 7:39,55                                                           | Sammy Alex Mutahi 7:39,90                                                           |
| 60 m př.          | Dayron Robles 7,34                                                   | Terrence Trammell 7,36                                                           | David Oliver 7,44                                                                   |
| Štafeta 4 × 400 m | USA 3:03,40 Jamaal Torrance Greg Nixon Tavaris Tate Bershawn Jackson | Belgie 3:06,94 Cédric Van Branteghem Kévin Borlée Antoine Gillet Jonathan Borlée | Velká Británie 3:07,52 Conrad Williams Nigel Levine Christopher Clarke Richard Buck |
| Skok do výšky     | Ivan Uchov 2,36 m                                                    | Jaroslav Rybakov 2,31 m                                                          | Dusty Jonas 2,31 m                                                                  |
| Skok o tyči       | Steven Hooker 6,01 m                                                 | Malte Mohr 5,70 m                                                                | Alexander Straub 5,65 m                                                             |
| Skok daleký       | Fabrice Lapierre 8,17 m                                              | Godfrey Khotso Mokoena 8,08 m                                                    | Mitchell Watt 8,05 m                                                                |
| Trojskok          | Teddy Tamgho 17,90 m                                                 | Yoandris Betanzos 17,69 m                                                        | Arnie David Girat 17,36 m                                                           |
| Vrh koulí         | Christian Cantwell 21,83 m                                           | Ralf Bartels 21,44 m                                                             | Dylan Armstrong 21,39 m                                                             |
| Sedmiboj          | Bryan Clay 6 204 bodů                                                | Trey Hardee 6 184 bodů                                                           | Alexej Drozdov 6 141 bodů                                                           |

### Ženy
| Soutěž            | Zlato                                                                             | Stříbro                                                                         | Bronz                                                                               |
| ----------------- | --------------------------------------------------------------------------------- | ------------------------------------------------------------------------------- | ----------------------------------------------------------------------------------- |
| 60 m              | Veronica Brownová 7,00                                                            | Carmelita Jeterová 7,05                                                         | Ruddy Zang Milamaová 7,14 Sheri-Ann Brooksová 7,14                                  |
| 400 m             | Debbie Dunnová 51,04                                                              | Vanja Stambolovová 51,50                                                        | Amantle Montshoová 52,53                                                            |
| 800 m             | Marija Savinovová 1:58,26                                                         | Jennifer Meadowsová 1:58,43                                                     | Alysia Johnsonová 1:59,60                                                           |
| 1500 m            | Kalkidan Gezahegneová 4:08,14                                                     | Natalia Rodríguezová 4:08,30                                                    | Gelete Burkaová 4:08,39                                                             |
| 3000 m            | Meseret Defarová 8:51,17                                                          | Vivian Cheruiyotová 8:51,85                                                     | Sentayehu Ejiguová 8:52,08                                                          |
| 60 m př.          | Lolo Jonesová 7,72                                                                | Perdita Felicienová 7,86                                                        | Priscilla Schliepová 7,87                                                           |
| Štafeta 4 × 400 m | USA 3:27,34 Debbie Dunnová DeeDee Trotterová Natasha Hastingsová Allyson Felixová | Česko 3:30,05 Denisa Rosolová Jitka Bartoničková Zuzana Bergrová Zuzana Hejnová | Česko 3:30,29 Vicki Barrová Perri Shakesová-Draytonová Lee McConnellová Kim Wallová |
| Skok do výšky     | Blanka Vlašičová 2,00 m                                                           | Ruth Beitiaová 1,98 m                                                           | Chaunte Howardová 1,98 m                                                            |
| Skok o tyči       | Fabiana Murerová 4,80 m                                                           | Světlana Feofanovová 4,80 m                                                     | Anna Rogowská 4,70 m                                                                |
| Skok daleký       | Brittney Reeseová 6,70 m                                                          | Naide Gomesová 6,67 m                                                           | Keila Costaová 6,63 m                                                               |
| Trojskok          | Olga Rypakovová 15,14 m                                                           | Yargelis Savigneová 14,86 m                                                     | Anna Pjatychová 14,64 m                                                             |
| Vrh koulí         | Valerie Adamsová 20,49 m                                                          | Anna Avdějevová 19,47 m                                                         | Nadine Kleinertová 19,34 m                                                          |
| Pětiboj           | Jessica Ennisová 4 937 bodů                                                       | Natalija Dobrynská 4 851 bodů                                                   | Hyleas Fountainová 4 753 bodů                                                       |

## Medailové pořadí
| Umístění | Stát                      | Zlato | Stříbro | Bronz | Celkem |
| -------- | ------------------------- | ----- | ------- | ----- | ------ |
| 1.       | USA                       | 8     | 3       | 6     | 17     |
| 2.       | Etiopie                   | 3     | 0       | 2     | 5      |
| 3.       | Rusko                     | 2     | 4       | 3     | 9      |
| 4.       | Velká Británie            | 2     | 1       | 1     | 4      |
| 5.       | Austrálie                 | 2     | 0       | 1     | 3      |
| 6.       | Kuba                      | 1     | 3       | 1     | 5      |
| 7.       | Bělorusko                 | 1     | 1       | 1     | 3      |
| 8.       | Brazílie                  | 1     | 0       | 1     | 2      |
| 9.       | Bahamy                    | 1     | 0       | 0     | 1      |
| 9.       | Francie                   | 1     | 0       | 0     | 1      |
| 9.       | Chorvatsko                | 1     | 0       | 0     | 1      |
| 9.       | Jamajka                   | 1     | 0       | 0     | 1      |
| 9.       | Kazachstán                | 1     | 0       | 0     | 1      |
| 9.       | Súdán                     | 1     | 0       | 0     | 1      |
| 15.      | Španělsko                 | 0     | 3       | 0     | 3      |
| 16.      | Keňa                      | 0     | 2       | 2     | 4      |
| 17.      | Německo                   | 0     | 1       | 2     | 3      |
| 18.      | Kanada                    | 0     | 1       | 1     | 2      |
| 19.      | Americké Panenské ostrovy | 0     | 1       | 0     | 1      |
| 19.      | Belgie                    | 0     | 1       | 0     | 1      |
| 19.      | JAR                       | 0     | 1       | 0     | 1      |
| 19.      | Maroko                    | 0     | 1       | 0     | 1      |
| 19.      | Nový Zéland               | 0     | 1       | 0     | 1      |
| 19.      | Portugalsko               | 0     | 1       | 0     | 1      |
| 19.      | Ukrajina                  | 0     | 1       | 0     | 1      |
| 26.      | Polsko                    | 0     | 0       | 2     | 2      |
| 27.      | Antigua a Barbuda         | 0     | 0       | 1     | 1      |
| 27.      | Bulharsko                 | 0     | 0       | 1     | 1      |
| 27.      | Česko                     | 0     | 0       | 1     | 1      |